# Großglockner
Grossglockner
Le Großglockner ou Grossglockner, souvent abrégé en Glockner, est, avec 3 798 mètres d'altitude, le point culminant de l'Autriche, entre la Carinthie et le Tyrol. Ce pic marqué, en roches appartenant à un faciès à schistes verts, appartient au chaînon du Glockner situé au centre des Hohe Tauern, et est considéré comme le sommet le plus important des Alpes orientales. Depuis les premières reconnaissances au XVIIIe siècle et la première ascension par quatre alpinistes d'une grande expédition organisée par le prince-évêque Salm-Reifferscheidt-Krautheim en 1800, le Großglockner a joué un rôle important dans le développement de l'alpinisme. Il est resté très important pour le tourisme de la région et représente un but apprécié des alpinistes, avec 5 000 ascensions par an.
La vue sur la montagne, l'un des symboles les plus connus de l'Autriche, est la principale attraction paysagère de la Haute route alpine du Großglockner.

## Toponymie

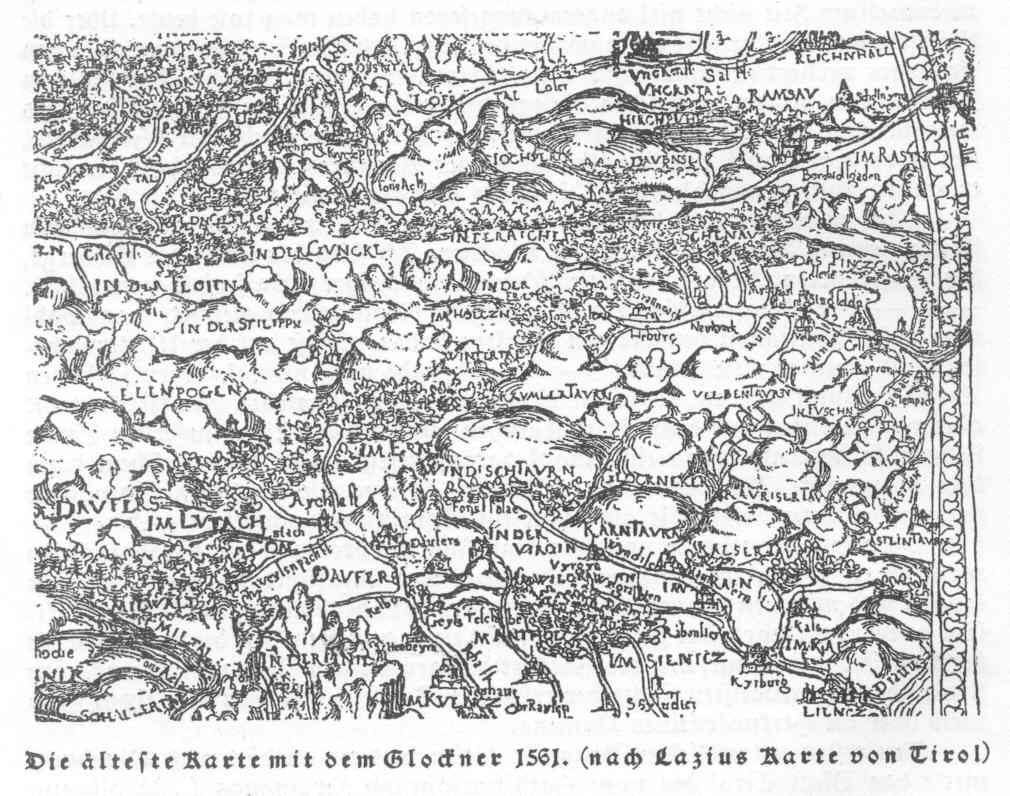
Carte de Wolfgang Lazius, 1561 : première trace écrite du nom Glockner (Glocknerer)

On trouve écrit pour la première fois en 1561 le nom Glocknerer sur une carte du cartographe viennois Wolfgang Lazius. Le premier témoignage textuel connu est donné sous le nom de Glogger sur une description de la frontière par le tribunal de Kals. Mais jusqu'au XVIIIe siècle, ce nom désigne l'ensemble de l’arête du Glockner jusqu'à l'Eiskögele. Sur des cartes plus récentes émergent des noms tels que Glöckner Mons ou Glöcknerberg. Sur l'Atlas Tyrolensis de Peter Anich et Blasius Hueber, il est désigné comme Glockner Berg, un nom qui se maintiendra par la suite. Le préfixe Groß- ne se retrouve que dans les rapports de la première expédition au Glockner en 1799 (Gross-Glokner).
L'origine du nom Glockner est le plus souvent expliquée par sa forme semblable à une cloche (all. Glocke), hypothèse déjà émise en 1784 par Belsazar Hacquet. Une autre hypothèse est la dérivation du mot Glocken, qui désignait au XVe siècle une cape fermée, dont la forme est justement celle du Großglockner. Une autre possibilité est, en le considérant comme plus haute montagne et donc conducteur de son entourage, de l'assimiler avec le mouton de tête du troupeau, muni d'une cloche, et nommé Glogga. Également, il a été envisagé de le faire dériver du dialecte klocken (tonner, faire du bruit), en liaison avec les bruits de chutes de séracs et de rochers sur les flancs de la montagne,. En raison de la présence d'une minorité slave en Tyrol oriental et Haute Carinthie, il a été aussi considéré comme possible une origine du mot vieux-slovène Klek, une désignation courante pour des sommets pointus. Le nom slovène actuel de la montagne est Veliki Klek.

## Géographie

### Situation et environnement

Animation représentant le chaînon du Großglockner en trois dimensions.

Le Großglockner fait partie de l'arête du Glockner, une arête montagneuse du groupe du Glockner (Alpes centrales autrichiennes), qui bifurque au Eiskögele en direction du sud-est de l'arête principale des Alpes, et forme là la frontière entre les länder du Tyrol (commune de Kals am Großglockner) au sud-ouest et de la Carinthie (commune de Heiligenblut) au nord-est. Cette frontière constitue également la ligne de partage des eaux entre la Kalser Tal et les vallées affluentes, la Teischnitztal et la Ködnitztal du côté tyrolien, et la Mölltal avec le Pasterze du côté carinthien,. La région autour de la montagne fait partie de la réserve spéciale Großglockner-Pasterze au sein du parc national des Hohe Tauern.
Le Glockner est la plus haute montagne des alpes à l'est du groupe de l'Ortles, à 175 km, et se montre ainsi le deuxième sommet des Alpes en termes d'isolation topographique après le mont Blanc. Avec 2 424 m, sa hauteur de culminance s'avère également la deuxième de tous les sommets des Alpes. On peut ainsi considérer que cette montagne est une des mieux individualisées des Alpes. La vue du sommet est considérée comme la plus grande de toutes les montagnes des Alpes orientales : elle atteint 220 km, et en tenant compte de la réfraction atmosphérique 240 km. Elle couvre plus de 150 000 km2 de surface terrestre et va jusqu'à la plaine bavaroise au nord-ouest, à Ratisbonne et à la forêt de Bohême au nord, l'Ortles vers l'ouest, à la plaine du Pô au sud, au Triglav et au Massif mort à l'est,. Les agglomérations les plus importantes au voisinage du Glockner sont Kals am Großglockner (1 324 m), à peu près à 8 km au SO, dans la direction de la Kalser Tal, et Heiligenblut (1 291 m), environ à 12 km au SE, dans la Mölltal.

### Topographie
Le Großglockner est un sommet rocheux en forme de pyramide, qui en raison de son aspect de haute montagne, largement couvert de glaciers, est souvent comparé avec les montagnes des Alpes occidentales. Flanqué au sud-est du Kleinglockner (3 770 m), il forme un double sommet remarquable. Dans la littérature, on considère le Kleinglockner comme un sommet accessoire ou comme un sommet à lui tout seul. En raison de ses faibles proéminence et isolation topographique, ainsi que sa liaison étroite dans l'histoire des ascensions, les publications historiques le comptent avec celle du Großglockner. En raison cependant de voies indépendantes, la littérature des alpinistes le considère plutôt comme un sommet indépendant. Entre les deux sommets, il y a la haute brèche du Glockner, la plus haute d'Autriche avec ses 3 766 m, d'où dévale un couloir pentu jusqu'à 55°, sur 600 m, jusqu’au Glocknerkees, nommé couloir Pallavicini, en l'honneur de l'alpiniste Alfred von Pallavicini. Les parois nord-est et nord du Großglockner se rejoignent à ce couloir descendant en direction du NE. Celles-ci sont bordées par l'arête nord-ouest, une partie de l'arête principale du Glockner, qui par le Grögerschneid (3 660 m), le Glocknerhorn (3 680 m) et le Teufelshorn (3 677 m), atteint la basse brèche du Glockner (3 598 m), d'où l'on remonte vers le mur du Glockner (3 721 m). Vers le sud-ouest, le Großglockner fait saillir une arête marquée, le Stüdlgrat (nommée en mémoire de Johann Stüdl), qui, avec son prolongement, le Luisengrat, sépare la face ouest et le glacier qu'elle surmonte, le Teischnitzkees, de la face sud avec le Ködnitzkees. La paroi sud est traversée, au-dessous de la haute brèche du Glockner par le couloir Pillwaxrinne ; la plus grande partie de la face sud se situe à l'est de ce couloir, sous le Kleinglockner. La partie orientale de ce dernier, le Glocknerleitl est couverte de glacier presque jusqu'au sommet, et se prolonge vers le bas, par le Kleinglocknerkees et le Hofmannskees vers le Pasterze.

### Géologie

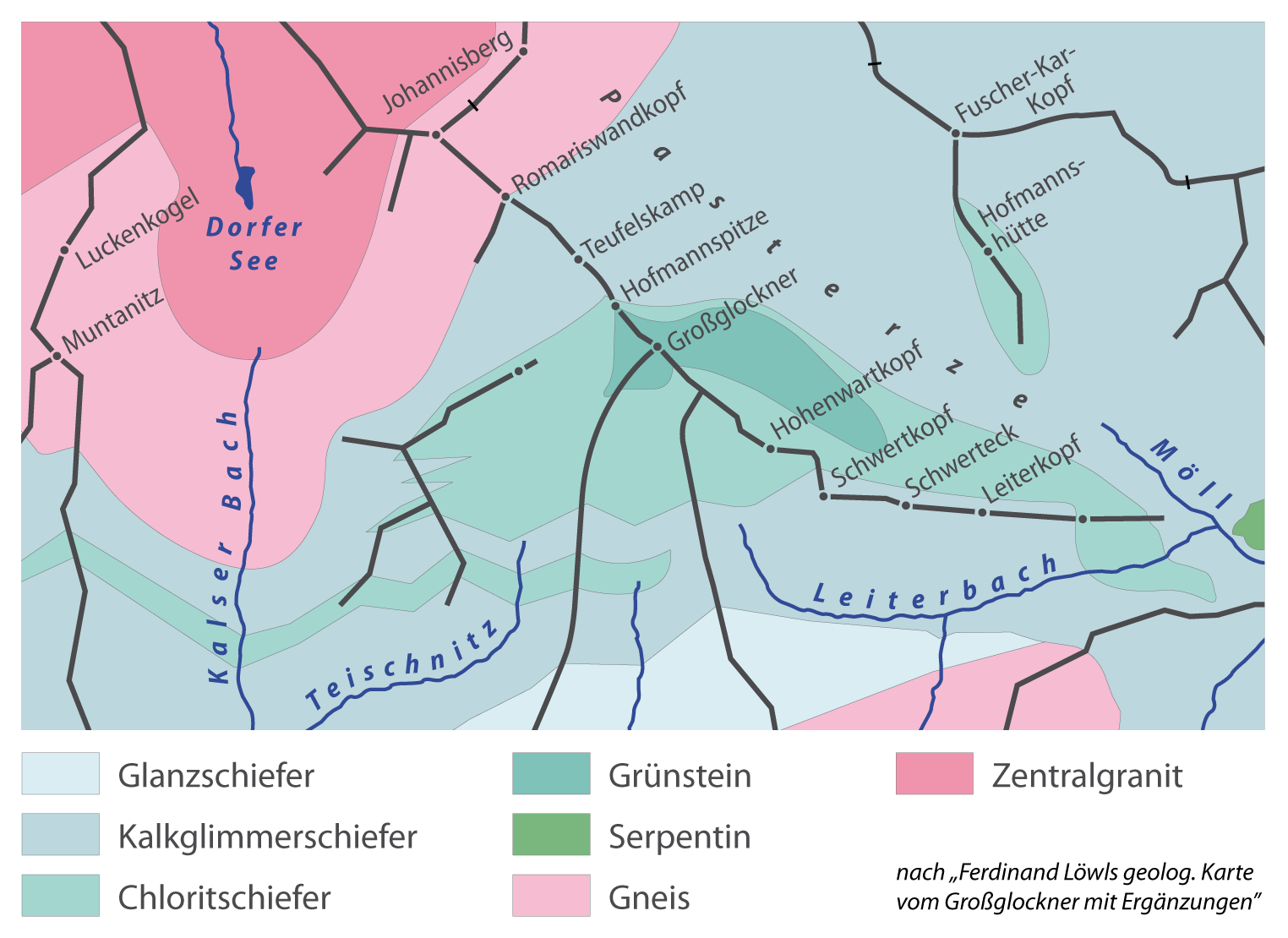
Carte géologique du Großglockner et de ses environs, selon Ferdinand Löwl, 1898

Du point de vue géologique, le Großglockner se trouve au milieu de la fenêtre du Tauern, une nappe de charriage érodée sur une étendue est-ouest, qui a été soulevée par un mouvement de tectonique des plaques, et qui est arrivée à la surface en provenance d'une profondeur de 10 km. Le Großglockner est composé de roches magmatiques et de sédiments qui, sous la haute pression de la profondeur, ont été transformés en schistes cristallins particulièrement durs. Sa hauteur est en particulier due à la résistance à l'érosion de la prasinite verdâtre, qui forme le sommet, entourée de schiste vert. Cette prasinite consiste en basaltes qui formaient le fond de la Téthys alpine, qui ont été plus tard métamorphisés. À côté de la prasinite, la construction de la base du Großglockner est faite de serpentinite, de brèches, de quartzite et de phyllite,. Le territoire du Großglockner est entouré d'épaisses couches de schistes lustrés, qui affleurent sur la face nord du Glockner. Le Glocknerwand, le Glocknerkamp et le Hohenwartkopf sont composés de cette même roche. Au cours de la construction du massif alpin, la haute brèche du Glockner, qui sépare le Großglockner du Kleinglockner a été provoquée par une faille NO-SE. Cette faille court le long du couloir de Pallavicini jusqu'à la brèche, et continue par le Pillwaxrinne parallèlement au Stüdlgrat jusque dans le Ködnitzkees.

### Flore et faune
La flore du Großglockner et de ses environs est essentiellement alpine et subalpine. La limite de la forêt des arbres de haute tige marque la transition entre les deux, et se situe à une altitude de 2 000  à   2 200 m. La limite des neiges est entre 2 600  et   2 700 m, et marque la fin de toute végétation continue. Certaines espèces de haute montagne comme la renoncule des glaciers et divers lichens peuvent encore se trouver immédiatement sous le sommet,.
Outre les chamois et les marmottes, il y a dans le parc national du Haut Tauern, et donc dans les environs du Großglockner des vautours fauves, des gypaètes barbus et des aigles royaux. De plus, on peut trouver jusqu'au voisinage du sommet diverses espèces de papillons. Les premiers projets de réintroduction du bouquetin datent de 1914. Mais ce n'est que dans les années 1960 qu'ils sont mis en œuvre. Maintenant, c'est dans le domaine Großglockner-Pasterze que vit la plus grande population de bouquetins du Haut Tauern,.

## Histoire

### Premières reconnaissances

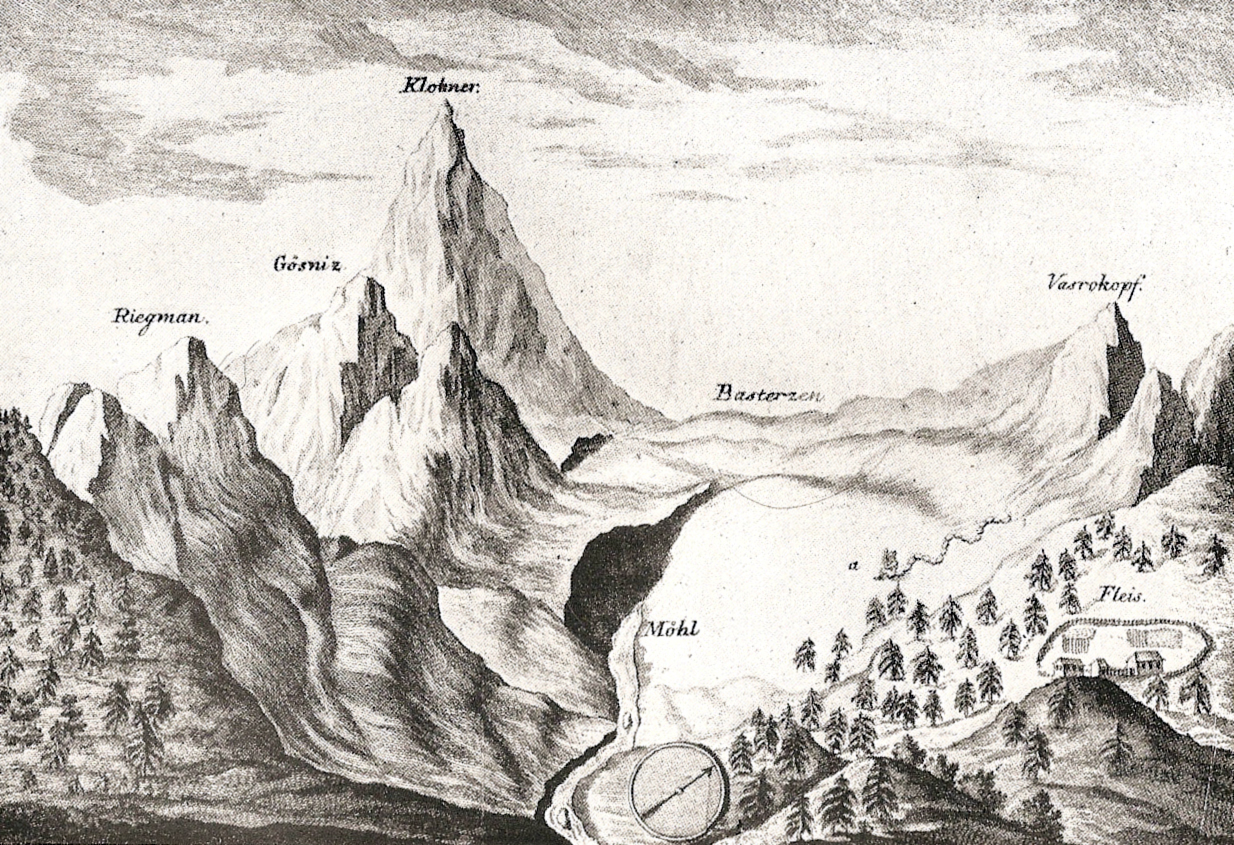
Gravure de Belsazar Hacquet (1782) premier dessin connu du Großglockner

C'est le naturaliste français Belsazar Hacquet qui a fait les premières réflexions concrètes sur la possibilité d'une ascension, dans son ouvrage paru en 1783 : « Voyage d'agrément minéralogique-botanique du mont Triglav en Carniole au mont Glockner au Tyrol, dans les années 1779-1781 ». Il y devine déjà la voie qu'emprunteront les premiers ascensionnistes, et la considère comme la plus favorable. Hacquet fait le voyage autour du Glockner plusieurs fois, et mesure la montagne, d'où son estimation d'une altitude de 2000 toises, soit 3 793 m, remarquablement proche de l'altitude officielle récente. Le premier dessin connu du Großglockner est une gravure de Hacquet montrant le Großglockner et le Pasterze.

### Expédition du Glockner (1799) et première ascension (1800)

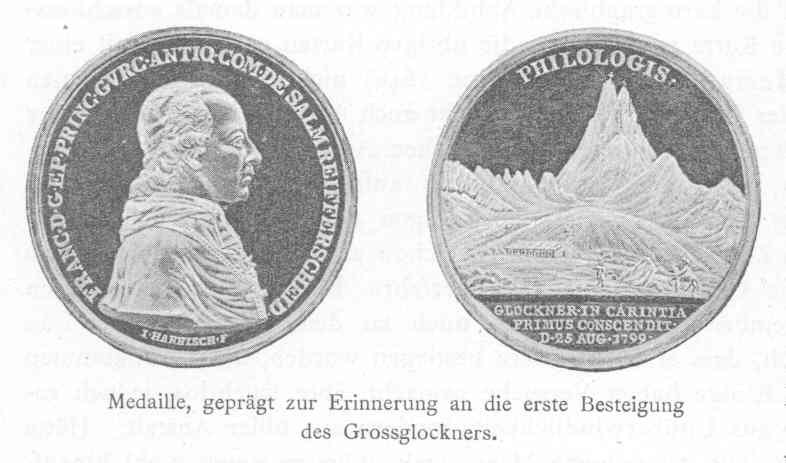
Médaille souvenir de l’ascension du Großglockner. Sur l’avers, François II Xavier de Salm-Reifferscheidt-Krautheim, sur le revers le Großglockner avec la Salmhütte au premier plan.

En 1783, François II Xavier de Salm-Reifferscheidt-Krautheim est nommé prince-évêque de Carinthie, où, entre autres, il entre en contact avec les ecclésiastiques intéressés par les sciences naturelles Sigismund Ernst Hohenwart et François Xavier Freiherr von Wulfen. Sous l'influence de la première ascension du Mont Blanc qui a eu lieu en 1786, Salm décide d'organiser une expédition au Glockner, après que Wulfen et Hohenwart eurent entrepris des mesures préliminaires tout autour de la montagne en 1795, et que Salm eut inspecté lui-même le terrain en 1798. L'expédition n'avait pas seulement pour but de mesurer avec plus de précision le Glockner, mais aussi d'en réaliser la première. On choisit comme guides deux paysans de Heiligenblut, que l'on désigne dans les rapports comme les Glockner. Leur tâche comprenait le choix de la voie et de l’équipement, les reconnaissances, et l'organisation de l'expédition. D'autres paysans et menuisiers de Heiligenblut tracent sous leur direction des chemins, et dressent le refuge nommé Salmhütte, du nom du prince-évêque, le premier refuge des Alpes orientales. Ce refuge était sous le Leiterkees, plus haut que la Salmhütte actuelle, et offrait de la place pour les 30 participants à l'expédition, parmi lesquels Hohenwart, Wulfen et le conseiller consistorial Johann Zopoth. Les deux Glockner ont reconnu le chemin sur le Leiterkees, alors bien plus grand qu'aujourd'hui, la brèche de Hohenwart et le Glocknerleitl jusqu'au-dessous du Kleinglockner. On a aussi supposé qu'ils ont déjà atteint le sommet du Kleinglockner pendant leur reconnaissance du 23 juillet 1799, mais qu'ils l'auraient tu, car aucun de ces hommes n'était présent. Après deux essais interrompus par le mauvais temps, Hohenwart et quatre guides, parmi lesquels les Glockner, atteignent le 24 août le sommet du Kleinglockner, et y érigent une croix. De vagues bruits ont conduit à la croyance longuement répandue que même le Großglockner avait été escaladé ce jour-là. Hohenwart écrivit par exemple : « […] nous avons réussi, moi et mes quatre guides, à escalader complètement le Glockner », et il parle de « l'escalade du deuxième sommet ». L'ouvrage, sans doute écrit par le participant à l'expédition Johann Zopoth, et retravaillé par l'évêque Salm, mais publié anonymement sous le nom de Journal d'un voyage sur le mont encore inviolé du Gross-Glokner, remarque : « Il est maintenant vaincu […] le Glockner, ce joyau des Alpes Noriques. » Cette légende a été renforcée par l'émission ultérieure par l’évêque Salm d'une médaille commémorative portant la date de 1799 et montrant le Großglockner avec une croix au sommet. On en conclut que ces racontars avaient notamment pour but de présenter l'expédition comme un succès, bien qu'en septembre 1799 un nouvel essai soit planifié pour l'année suivante, notamment en faisant des préparatifs tels que le renforcement de la Salmhütte.
La deuxième expédition en 1800, était, avec 62 participants, plus du double de la première. Parmi les nouveaux participants, il y avait en particulier le pédagogue Franz Michael Vierthaler (de), le botaniste David Heinrich Hoppe, le géodésien Ulrich Schiegg et son élève Valentin Stanič, ainsi que les curés de Dellach im Drautal et de Rangersdorf, Franz Joseph Orrasch et Mathias Hautzendorfer. Comme guides pour l'étape du sommet, on recruta les quatre paysans et menuisiers de l'année précédente. En plus des frais en personnel, on augmenta encore la dépense logistique, et on érigea sur la brèche de Hohenwart un deuxième refuge, la Hohenwarte.
Le 28 juillet, la petite troupe du sommet arrive au Kleinglockner, où Hohenwart, Hoppe et Orrasch restent. Les quatre guides escaladent les premiers le sommet du Großglockner, assurent la montée avec des cordes et reviennent au Kleinglockner. Ils montent sur le Großglockner une nouvelle fois avec le curé Mathias Hautzendorfer. Il a fallu convaincre Hautzendorfer : « Ils ne voulaient pas le lâcher, mais il voulait se sauver. […] Il faisait comme s'il se préparait à la mort. » Mais l’expédition ne pouvait être considérée comme réussie que si « un des messieurs » avait atteint le sommet. Le fait que celui-ci ait été Hautzendorfer n'est assuré que depuis la découverte en 1993 du rapport sur l’expédition par Joseph Orrasch. Sur la base de descriptions fausses de la part de Franz Michael Vierthaler, qui était resté avec l’évêque Salm à l'Adlersruhe, on a longtemps cru que Joseph Orrasch avait été le premier vainqueur du Großglockner, mais on sait maintenant qu'il n'a été que le premier vainqueur du Kleinglockner,.
Les quatre paysans et menuisiers qui ont pris part à l'escalade du sommet ne sont pas nommés dans les rapports officiels des participants à l'expédition. Les deux guides auxquels était confiée la direction de l’expédition sont désignés tout simplement par « les Glockner », et leur identité resta pour les participants à l'expédition obscure par rapport à l’importance de leur fonction : « On avait […] choisi deux paysans courageux de la paroisse de Heiligenblut. Ces deux s'appellent dorénavant, comme premier vainqueurs du sommet, les Glokner ». La plupart du temps, on identifie sous le nom des Glokner les frères Sepp et Martin Klotz de Heiligenblut. Mais on en doute aujourd'hui : Kloz n'était que le surnom de l’un des Glokner, que lui aurait donné l'évêque Salm pour avoir cassé une corniche de neige dangereuse, (« Schneeklotz »). Le nom de Klotz n'apparaît pas à cette époque à Heiligenblut. Également, le nom de Hoysen-Sepp, paysan de Heiligenblut, qui servit de guide à l'expédition du Comte Apponyi en 1802, est peut-être un participant, si l'on identifie son nom à celui de Sepp Klotz,. Dans un écrit non publié d'Ulrich Schiegg un certain Martin Reicher est cité comme l'un des Glokner. Ainsi, vu de nos jours, seuls Martin Reicher et Mathias Hautzendorfer pourraient être nommés parmi les cinq premiers vainqueurs.
Déjà le lendemain, le Großglockner a fait l'objet d'une ascension. Cette fois, c'est Schiegg et Stanič qui ont atteint le sommet. Ils ont fait des mesures de pression atmosphérique, et ont mesuré le sommet. Les paysans ont renforcé la croix qu'ils avaient apportée au sommet, et on y laissa un baromètre pour des mesures à venir. L'évêque Salm finança en 1802 et 1806 encore deux expéditions sur le Glockner. En 1802, Sigismund Hohenwart atteint le sommet. Salm lui-même n'alla jamais plus loin que l'Adlersruhe, comme déjà en 1800.

### Autres expéditions du début duXIXesiècle
En 1802, le naturaliste Josef August Schultes entreprit une expédition avec le comte Apponyi, qu'il a décrite en 1804 dans son « Voyage sur le Glockner », en quatre volumes, et qui contient aussi les rapports des premières ascensions. Dans le tourbillon des guerres napoléoniennes, le Glockner n'a fait que rarement l'objet d'ascensions. Les refuges se sont effondrés sous le déplacement des glaciers et ont été pillés par la population locale. Après la fin de la guerre, en 1814, le Großglockner reprit sa place de but apprécié des alpinistes et des chercheurs. Parmi les alpinistes victorieux, citons entre autres Peter Karl Thurwieser (de) (1824), Herrmann et Adolph von Schlagintweit (1848), Anton von Ruthner (1852) et Dionýs Štúr (1853). Il s'agissait alors exclusivement d'alpinistes qui en partie au moins faisaient des relevés topographiques, des mesures, et diverses recherches. Le géoplasticien Franz Keil a réalisé après son ascension de 1854 un relief topographique qui est resté longtemps la meilleure représentation du massif,. Ce n'est qu'avec la solitaire de Stephan Steinberger en 1854 et avec la première hivernale (Francisci et Liendl, 1853) que l'intérêt du sport alpin l'emporta sur les intérêts scientifiques, et que cessent les expéditions à gros budget. À l'époque, cependant, toutes les ascensions suivaient la voie des premiers ascensionnistes.

### Ouverture de nouvelles voies
Dès le milieu du XIXe siècle, le tourisme du Glockner commençait à avoir une importance économique significative à Heiligenblut, et la situation de monopole de cette ville carinthienne, seul point de départ des ascensions du Glockner se fit sentir par des prix élevés. À partir de 1852, l'habitant de Lienz Joseph Mayr, soutenu par les habitants de son bourg commença à chercher une voie à partir de Kals, pour attirer vers le Tyrol une partie du tourisme qui allait croissant. Ce n'est qu'en 1854 qu'il est fait état des premières ascensions à partir de Kals, et ce par la seule voie assez incommode du Mürztaler Steig, via la Burgwartscharte (3 104 m) et le Leiterkees. Dans les années suivantes, la concurrence fit rage entre les deux villages. Des coûts moindres pour la nuitée, le ravitaillement et les guides à Kals, et la découverte d'une voie plus courte, directe, entre le Glocknerleitl et le Ködnitzkees par Julius Payer en 1863 amenèrent au fait qu'en 1869, face aux 35 ascensions à partir de Kals, seules 3 se firent au départ de Heiligenblut,. Pour monter encore l’attractivité de Kals comme point de départ, on chercha dès 1853 à ouvrir une nouvelle voie hors glaciers par l'arête sud. En 1864, cette arête fut escaladée pour la première fois, mais l'ascension s'avéra plus difficile que prévu. Cependant, pour faire de la Neuer Kalser Weg (nouvelle voie de Kals) une voie concurrentielle, le commerçant pragois Johann Stüdl finança la construction de la Stüdlhütte, la réorganisation de l'organisation des guides de Kals, et l'aménagement d'une via ferrata sur l’arête SO, qui porte maintenant son nom. Cependant, la via ferrata ne put s'imposer comme voie normale, et s'effaça, car elle était malgré les fers plus difficile que la voie E, et de plus, le 5 août 1869, jour de son inauguration, on trouva une nouvelle voie vers l'Adlersruhe du côté carinthien. Cette voie, parcourue pour la première fois par Karl Hofmann (de), à travers le glacier nommé d'après lui Hofmannskees, a longtemps été le chemin préféré à l'Adlersruhe et a conduit à une remontée de la réputation de Heiligenblut comme point de départ.
En 1876, les guides Hans Tribusser, G. Bäuerle et J. Kramser, de Heiligenblut, avec Alfred de Pallavicini escaladent le couloir NO, de 600 m de haut, et d'une inclinaison allant jusqu’à 55°. Cette escalade, pour laquelle Tribusser tailla 2 500 marches dans la glace du couloir maintenant nommé Pallavicini-Rinne passe pour une des plus hautes performances du temps en alpinisme. Ce n'est que 23 ans plus tard que le couloir Pallavicini a été à nouveau escaladé.
Dans les décennies suivantes, des voies toujours plus difficiles ont été inaugurées, en rocher, en glace, ou mixtes : en 1879 l'arête NO, en 1911 l'arête NE, en 1926 le mur nord par Willo Welzenbach et en 1929 la Berglerrinne. En 1967, c'est la Mayerlrampe, la voie préférée aujourd'hui, et en 1984 la Theo-Riml-Gedenkanstieg à travers le mur nord, la voie de glace la difficile qui ont été ouvertes. Depuis la première ascension du Smaragdpfeiler (pilier d'émeraude), sous le Kleinglocknerkees, la même année, on considère que toutes les arêtes, tous les murs, et tous les couloirs du Großglockner ont été vaincus, et de nouvelles voies ne représentent plus que des variantes de celles actuellement connues,.

### Effets du recul des glaciers
À cause du réchauffement climatique global du XXe siècle, les dernières décennies ont vu également au Großglockner une fonte massive des glaciers, ainsi que la fonte des pergélisols alpins. Ceci a une influence directe sur l'alpinisme. Les voies de glace du Großglockner comme le couloir Pallavicini ne sont plus couvertes de névé qu'au printemps et au début de l’été. Plus tard, la glace dure apparaît à la surface, rendant la marche plus difficile. En outre, la mise à nu rapide du rocher accroît le danger de chutes de pierre. Certaines années, les voies classiques ne peuvent plus être pratiquées dès juin pour le reste de l’été. Une des voies les plus attrayantes, à travers le Pasterze et le Hofmannskees, qui fondent, n'est pratiquement plus praticable à cause des crevasses, de la glace dure et des chutes de pierre. Comme alternative, la voie auparavant impopulaire des premiers alpinistes, par la Salmhütte et la Hohenwartscharte, dont la glace a disparu, est revenue en grâce à la fin du XXe siècle, et constitue maintenant la voie la plus importante du côté carinthien, mais ne peut toujours pas rivaliser avec celles de Kals. De même, le refuge de l’archiduc Jean a été endommagé par la rupture de son sous-sol en pergélisol en voie de fondre,.
De manière générale, le Glockner est très généralement sous-estimé[évasif] : il y arrive régulièrement des accidents graves. Au total, jusqu’à présent le Großglockner a fait 248 victimes (état de 2004), dont les noms sont gravés sur des monuments à Kals et à Heiligenblut.

### Développement du ski sportif
Le Großglockner est gravi dès 1909 à skis par Max Winkler et Fritz Strobl ; et le tour du massif du Glockner, la Glocknerumfahrung est devenu une randonnée à skis très populaire jusqu'à maintenant. Depuis 1935 a été organisée, dans la mesure où le temps le permettait, la course de ski alpin Glockner-Skirennen. Le ski de descente ou le slalom géant, avec des itinéraires très variables avec les années, a amené les vainqueurs de l'Adlersruhe jusqu'au Pasterze par le Hofmannskees, en deux à trois minutes,. C'est en 1959 qu'a eu lieu la dernière course sur le Glockner de ce genre : les conditions de plus en plus mauvaises sur des glaciers en retrait la rendaient dangereuse.
Les voies nord sont devenues dans la deuxième moitié du XXe siècle un terrain intéressant pour le ski extrême. Le couloir Pallavicini a été descendu d'abord en 1961 par les spécialistes du névé (Gerhard Winter, Herbert Zakarias), et en 1971 aussi par des skieurs (Michael Zojer). En 1981, Stefan Eder descend la Berglerrinne, en 1986 Andreas Orgler réussit la Mayerlrampe, pentue jusqu'à 70°,,.
Malgré son inclinaison, la montagne reste un but apprécié des touristes à ski. La Stüdlhütte est par la suite ouverte pendant la saison touristique, de mars à mai, et le Glockner reste un but touristique recherché,. L'escalade à skis est possible par le Ködnitzkees ou le Hofmannskees. Mais d'habitude, on ne va pas à skis jusque tout au sommet.

### Croix sommitale
La première croix du sommet a été posée par les quatre paysans et menuisiers (voir supra) le 29 juillet 1800, soit la veille de la première ascension officielle. En raison de l’exposition, la croix de bois s'effondra en quelques années. Les croix du Kleinglockner et du Großglockner de 1799 et 1800 sont les premières croix sommitales dans le sens actuel, qui ont été artistiquement confectionnées exprès pour leur exposition sur un sommet,.
Le Club alpin autrichien acquiert en 1879 le terrain pour l'érection d'une nouvelle croix. Celle-ci a été consacrée à l'occasion du 25e jubilé de mariage de l’empereur François-Joseph Ier d'Autriche et de l'impératrice Elisabeth (Sissi), qui avaient déjà contemplé la montagne de la Franz-Josephs-Höhe en 1865. Le 2 octobre 1880, la Kaiserkreuz (croix impériale) croix en fer, haute de trois mètres et pesant 300 kg a été installée sur le sommet par des guides de Kals. Pour le 200e jubilé de la première ascension, la croix a été descendue dans la vallée par un hélicoptère gros porteur et restaurée. Pendant le temps de la restauration, une croix de remplacement a été mise en place,,.
La croix ne porte plus de livre d'or, car de nombreux ont été volés. À la place, il a été installé en juin 2007 un livre d'or électronique. Un code d'accès changeant sans cesse est lisible sur la croix, ce qui ne permet qu'aux véritables ascensionnistes de s'inscrire à leur retour. Mais ce projet a été arrêté en juin 2008,.
En mai 2010, une stèle à la mémoire du politicien défunt Jörg Haider est érigée sous la croix, mais elle a été rapidement enlevée, en raison de protestations et de détériorations.
En août de la même année, la croix a été arrachée de son socle, probablement par un éclair, et menaçait de tomber, si bien qu'elle a dû être refixée dans une onéreuse opération d'urgence.

### Ouverture et protection de la nature
L'attractivité touristique du Großglockner a conduit à de nombreux projets d'ouverture du territoire au tourisme de masse. Dès 1889, un projet de funiculaire vers l'Adlersruhe est élaboré. Les premiers projets de téléphérique vers le sommet datent de 1914. En 1933, les projets pour un téléphérique vers l'Adlersruhe reçoivent une pré-concession. Aucun de tous ces projets ne vit le jour. Par contre, le seul accès servant des buts exclusivement touristiques, la route Gletscherstraße vers la Franz-Josefs-Höhe, a été ouverte en 1932. Avec l'achèvement de la Haute route alpine du Großglockner en 1935, ce point de vue a été aussi accessible à partir de Fusch, dans le land de Salzbourg. D'autres projets de constructions de routes, d'aménagement d'un domaine skiable, et de construction d'un barrage ne furent cependant pas réalisés. Le dernier projet en date est dû à des investisseurs, qui projetèrent en 2000 de construire un téléphérique en arc de cercle allant de la Franz-Josefs-Höhe à la Pasterze, car cette dernière ne devenait plus facilement accessible aux touristes en raison du retrait des glaciers. Mais la concession des surfaces nécessaires dans le parc national n'a pas pu être obtenue,.
Pour bloquer de nouveaux plans d'ouverture comme ceux de 1914, l'industriel du bois Albert Wirth, de Villach, acheta en 1918 41 km2 sur le côté carinthien du Großglockner et céda ce domaine à l'Association alpine autrichienne, avec la mission de le protéger d'une ouverture ultérieure. L'association reçut en 1938 30 km2 supplémentaires du côté tyrolien de la part de l'administration des Domaines autrichienne. Il ne reste plus qu'une toute petite surface au sommet, autour de la croix, en possession du Club alpin autrichien. En 1981, la partie carinthienne du Großglockner devint une partie du Parc National du Haut Tauern nouvellement fondé. En 1986, le gouvernement du land de Carinthie créa au sein du parc national le Sonderschutzgebiet Großglockner-Pasterze (Domaine à protection spéciale Großglockner-Pasterze), avec des conditions de protection particulièrement sévères. En 1992, le côté tyrolien de la montagne fut aussi déclaré parc national.

## Alpinisme
Le Großglockner présente, avec ses plus de 30 voies décrites, un grand nombre de possibilités d'ascension. Ceci est dû, outre son attractivité due à son altitude, à sa structure relativement compliquée faite de nombreuses arêtes, couloirs, glaciers et parois rocheuses.
Les points d'étape pour aller sur le Großglockner abondent. Sur le côté tyrolien, on compte au sud-ouest le Lucknerhaus (1 918 m), la Lucknerhütte (2 241 m), le Kalser Tauernhaus (1 755 m) et la Stüdlhütte (2 802 m). Du côté carinthien, à l'est, la plus importante pour la voie normale, la plus aisée, citons en particulier la Erzherzog-Johann-Hütte sur l’Adlersruhe (3 454 m), le refuge le plus élevé d'Autriche. D'autres points d'étape sont le Glocknerhaus (2 241 m), la Salmhütte (2 638 m) et le Franz-Josefs-Haus (2 363 m) sur la Kaiser-Franz-Josefs-Höhe, que l'on peut atteindre par la Haute route alpine du Großglockner. Dans la Hofmannshütte (2 444 m), encore en construction, on ne peut utiliser que la salle hors sac. Au nord du sommet, au bord septentrional du Glocknerkees, à 3 205 m, il y a le bivouac du Glockner, un abri pour bivouac, qui sert principalement d'étape pour entreprendre les ascensions de la face nord du Glockner.

### Voie normale
Parmi toutes les ascensions vers le sommet, il n'y a guère que la voie normale, celle qui a été déjà utilisée par les premiers ascensionnistes en 1800, qui soit relativement simple (degré II de difficulté UIAA),. Le point de départ de cette voie est la hauteur Adlersruhe (sur laquelle est construite maintenant la Erzherzog-Johann-Hütte), sur le versant sud-est du Kleinglockner. On peut l'atteindre à partir de la Stüdlhütte, au sud, en traversant le Ködnitzkees, par l’ouest, de la Kaiser-Franz-Josefs-Höhe, en traversant le Hofmannskees, ou de la Salmhütte au sud-ouest, en traversant le Hohenwartkees et la Hohenwartscharte. De l’Adlersruhe, la voie suit le Glocknerleitl, la croupe largement couverte de glaciers du Kleinglockner, presque sans toucher le rocher jusqu'à peu au-dessous du Kleinglockner. La dernière montée jusqu'au sommet, qui est souvent recouvert d'une corniche de neige, est équipée de barres de fer. La descente vers la haute brèche du Glockner est équipée de câbles. La traversée de passage de huit mètres de long sur 50 cm de large et très exposé des deux côtés est le goulot de la voie normale, où il peut survenir, aussi bien à la montée qu'à la descente, des bouchons provoquant de longues attentes. Les 30 m d'ascension, de la brèche au sommet, sont cotés II dans la nomenclature UIAAA et passent pour le passage le plus difficile techniquement, et ce sont eux qui déterminent la difficulté de l’ensemble de l'ascension.

### Autres voies
La roche cristalline dure à laquelle le Großglockner doit son altitude se prête bien, par sa solidité, à l'escalade. La voie d'escalade la plus populaire sur le Glockner est le Stüdlgrat, l'arête sud-ouest, par endroits équipée en via ferrata, avec une difficulté de III sur l'échelle UIAA,. D'autres voies importantes sont l'arête nord-ouest (III) et l'arête sud (IV+).
Parmi les ascensions importantes purement de glace, mentionnons le couloir Pallavicini, avec une pente de 55°, la Mayerlrampe (70°), et le nez de glace du mur nord (90°). Des voies combinées sont l'arête nord-est (IV, 45° de glace), le mur nord (IV+, 55°), le mur sud (IV, 45°), le mur ouest (IV+, 45°) et la Schneiderrinne (III, 60°).

## Tourisme
En 1919, quand le traité de Saint Germain donna le Tyrol méridional à l'Italie, le Glockner succéda à l'Ortles comme point culminant de l'Autriche. Par la suite, après la Première Guerre mondiale, le Glockner trouva une importance croissante pour le tourisme, qui dure encore et attire de nombreux visiteurs. C'est ainsi que le Großglockner compte actuellement plus de 5000 ascensions par an jusqu'au sommet : certains jours, il y en a jusqu'à 150. De plus, il forme le centre du club alpin autrichien, ainsi que le point d'attraction pour le tourisme de trekking, croissant dans la région, notamment avec le Glocknerrunde, une marche d'une semaine dans le parc national du Haut Tauern. Commercialement, l'importance se porte maintenant moins sur l'alpinisme dans son aspect classique, que sur le tourisme de masse en voiture sur la Haute route alpine du Großglockner. La vue sur le plus haut sommet d'Autriche et le glacier du Pasterze à partir de la Franz-Josefs-Höhe (2 369 m) constitue une des plus grandes attractions de cette célèbre route touristique et attire environ 900 000 visiteurs par an. On estime le nombre total de visiteurs depuis son ouverture à plus de 50 millions. Ainsi, on pense que le Großglockner est le deuxième site touristique d'Autriche, après le château de Schönbrunn. Il est représenté sur des timbres et figure sur les armoiries des communes de Kals am Großglockner et de Heiligenblut. Depuis 2007, le nom de « Großglockner » est une marque déposée, à la fois pour la région du parc national du Haut Tauern et pour la Haute route alpine du Großglockner.[réf. nécessaire]

## Légendes

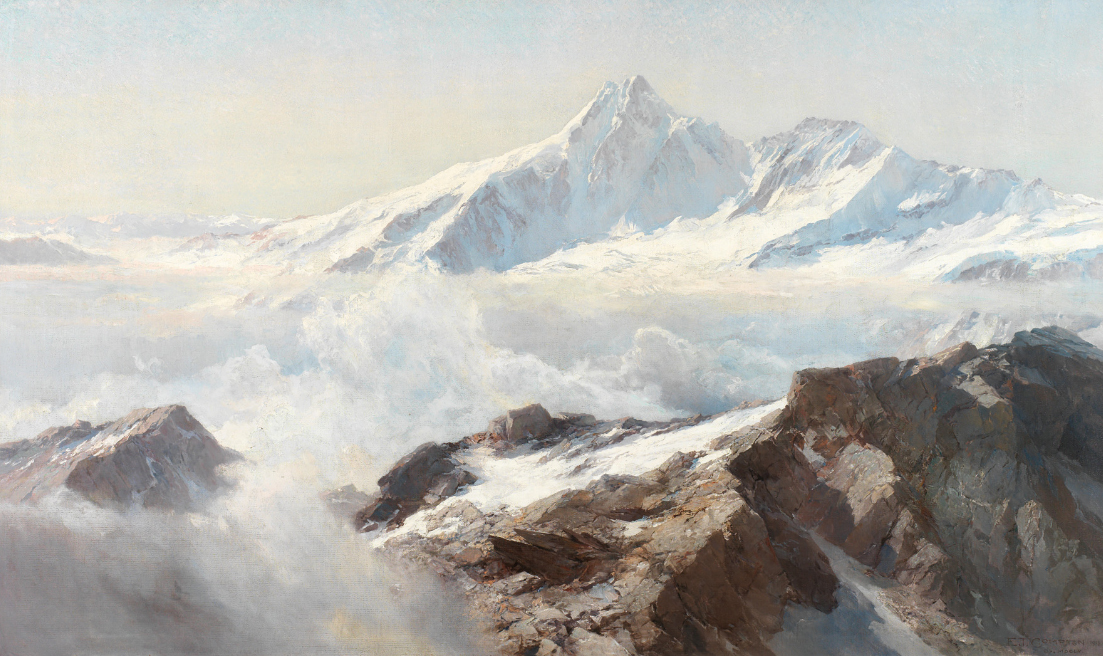
Edward Theodore Compton : Großglockner (1918).

Le danger réel des avancées de glacier s'est traduit dans de nombreuses régions du massif alpin par des explications mythiques de ce danger. De la même manière la couverture par les glaciers du domaine du Glockner s'est racontée sous forme de mythes : les paysans de la fertile vallée du Pasterze furent punis pour leur gaspillage frénétique par la prise en glace de tous leurs champs. D'après une variante de cette légende, un enchanteur du Hundstein avait d'abord transformé le Grosses Wiesbachhorn en glacier, avant d'être incarcéré dans la glace, dans l'actuel Pasterze, pour son manque de mansuétude envers sa victime. Le Großglockner veille depuis ce temps sur le glacier, pour surveiller le prisonnier,,.